# 12 februarie
ianuarie • februarie • martie  • aprilie  • mai  • iunie  • iulie  • august  • septembrie  • octombrie  • noiembrie  • decembrie
12 februarie este a 43-a zi a calendarului gregorian. Mai sunt 322 de zile până la sfârșitul anului (323 de zile în anii bisecți).

## Evenimente

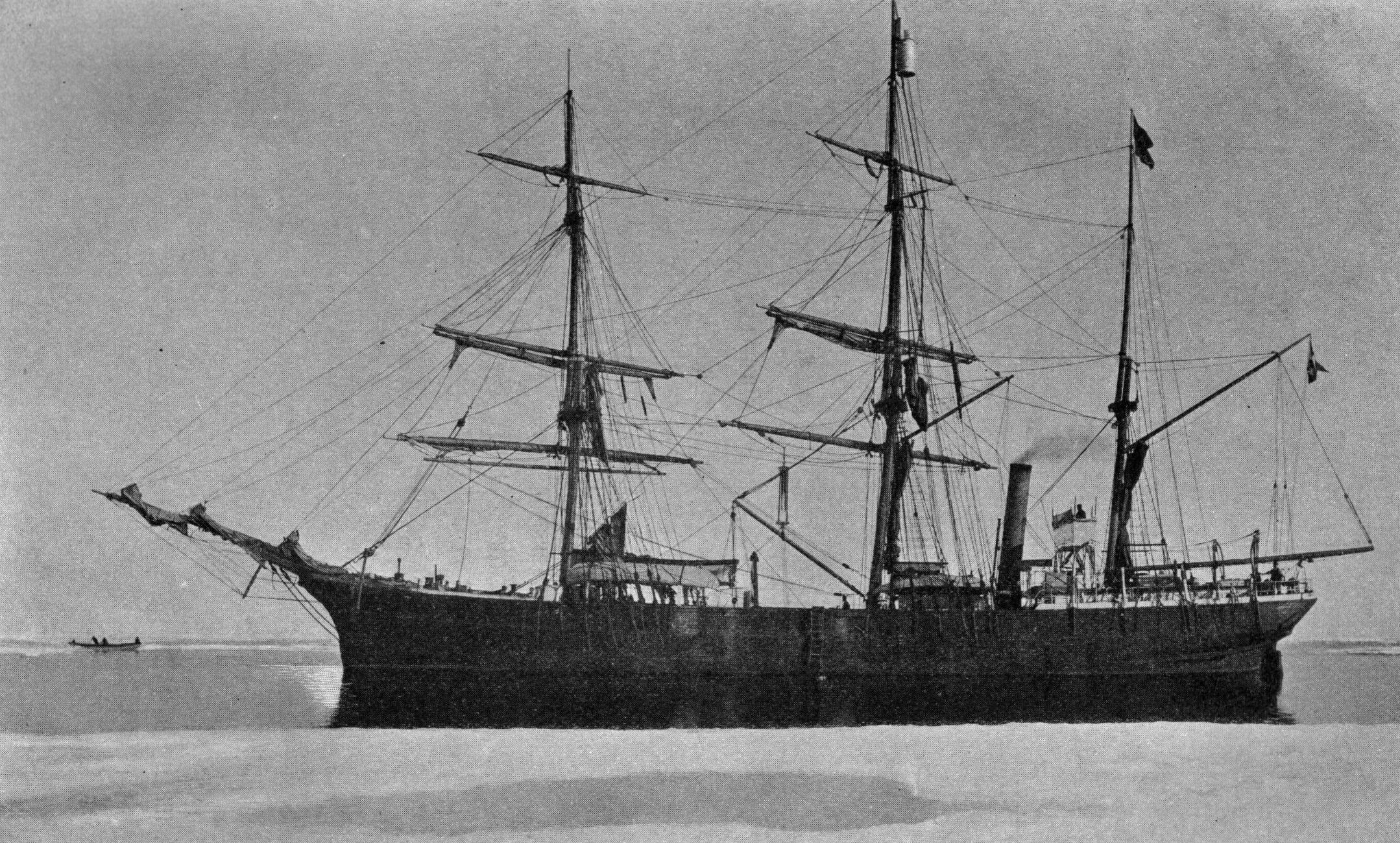
1903: Nava de expediție Antarctica (foto) a exploratorului polar suedez Otto Nordenskjöld, prinsă în gheață, se scufundă în Marea Weddell. Întregul echipaj a ajuns pe Insula Paulet după șaisprezece zile, de unde au fost salvați zece luni mai târziu.

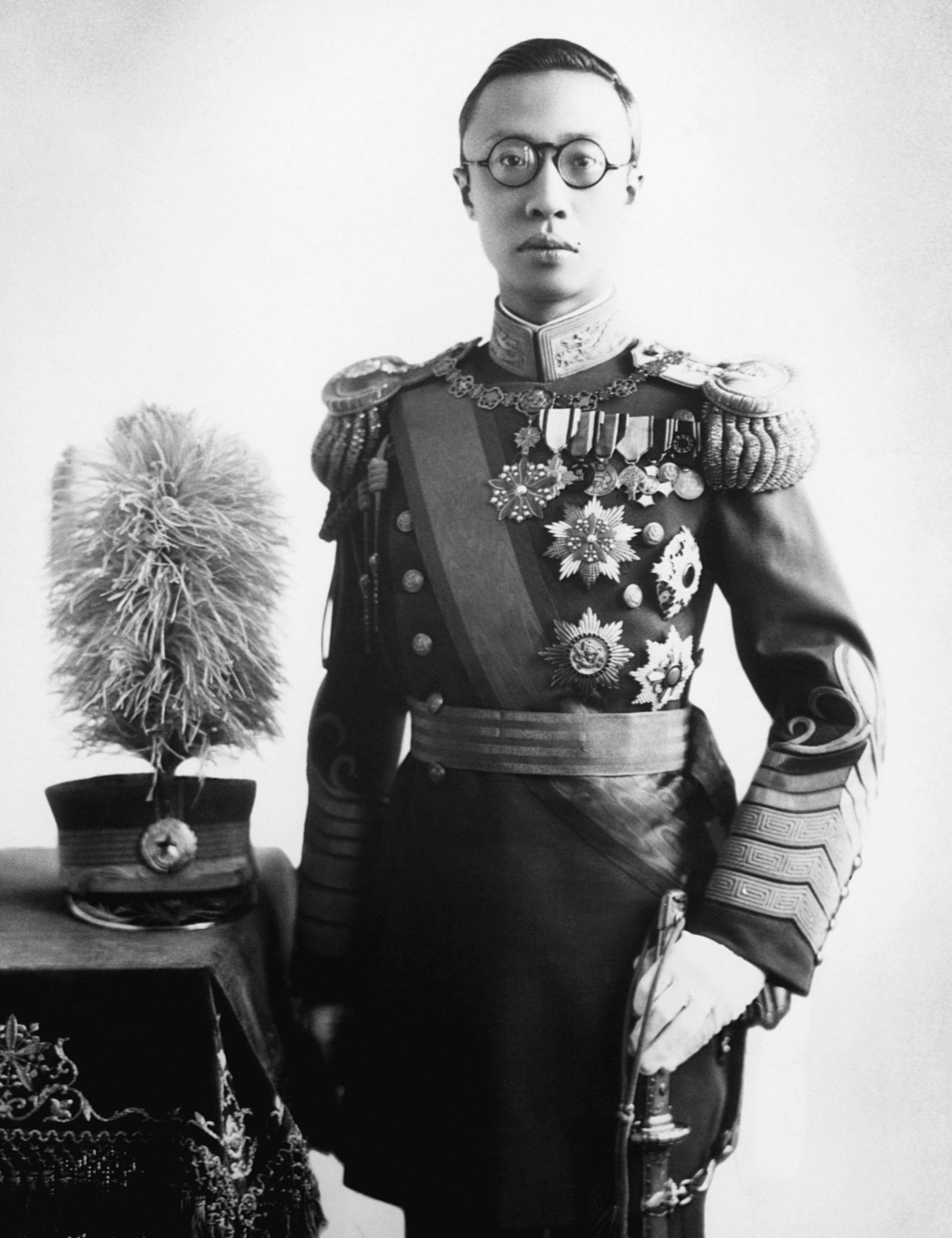
1912: Abdicarea împăratului chinez Pu Yi; sfârșitul dinastiei Qing.

- 1541: Întemeierea orașului Santiago de Chile.
- 1709: Marinarul scoțian Alexander Selkirk („modelul” lui Robinson Crusoe), este salvat după patru ani trăiți în singurătate pe insula Juan Fernandez.
- 1736: Căsătoria dintre Maria Terezia a Austriei și Francisc Stephan.
- 1832: Ecuador anexează Insulele Galápagos.
- 1856: Vasile Boerescu a adresat un memoriu ministrului de externe al Franței, Alexandre Walewski, în care pleda pentru constituirea unui stat național românesc independent sub garanția celor șapte mari puteri.
- 1864: Parlamentul votează proiectul de lege pentru organizarea puterii armate în România.
- 1877: Se naște Louis Renault, industriaș francez, fondatorul grupului auto cu același nume.
- 1892: Pentru prima oară în istoria tehnicii, o invenție - aparatul de cronofotografie al francezului Leon Bouly – este denumită cinematograf.
- 1903: Nava de expediție Antarctica, a exploratorului polar suedez, Otto Nordenskjöld, prinsă în gheață, se scufundă în Marea Weddell. Întregul echipaj a ajuns pe Insula Paulet după șaisprezece zile, de unde au fost salvați zece luni mai târziu.
- 1912: Abdicarea împăratului chinez Pu Yi; sfârșitul dinastiei Qing.
- 1912: China adoptă calendarul gregorian.
- 1919: Consiliul militar interaliat de la Paris, a aprobat ca armata română să înainteze pe aliniamentul Satu Mare – Carei – Oradea – Salonta – Arad.
- 1922: Și-a început pontificatul Papa Pius al XI-lea.
- 1924: La New York are loc premiera lucrării simfonice Rapsodia albastră, de George Gershwin.
- 1938: Trupele germane intră în Austria, pentru ca pe 12 martie trupele germane să ocupe Austria și anexarea să fie declarată ziua următoare.
- 1961: A fost lansată prima stație interplanetară automată în direcția Planetei Venus: Venus – 1.
- 1994: Se deschid Jocurile Olimpice de Iarnă la Lillehammer, Norvegia.
- 1996: Yasser Arafat a depus jurământul în calitate de prim președinte ales (20 ianuarie 1996) al Autorității Naționale Palestiniene.
- 1999: Președintele Statelor Unite ale Americii, Bill Clinton, a fost găsit nevinovat în procesul cu privire la afacerea Monica Lewinsky.
- 2000: A avut loc, la București, reuniunea statelor membre ale Pactului de Stabilitate din Europa de Sud-Est, la nivelul șefilor de state și de guverne, la finele căreia a fost semnată Carta relațiilor de bună vecinătate, stabilitate, securitate și cooperare în Europa de Sud-Est.
- 2002: La tribunalul de la Haga, începe procesul fostului președinte al Iugoslaviei Slobodan Milošević. Acesta va muri în 2006 înainte de terminarea procesului.
- 2010: Ceremonia de deschidere a Jocurilor Olimpice de Iarna de la Vancouver.
- 2016: Papa Francisc se întâlnește cu Patriarhul Kiril al Moscovei la Havana, Cuba. Este pentru prima dată când capul Bisericii Romano Catolice și capul Bisericii Ortodoxe Ruse se întâlnesc.
- 2025: Klaus Iohannis își încheie mandatul de Președinte al României, funcția fiind preluată de președintele Senatului, Ilie Bolojan, care va asigura interimatul până la organizarea următoarelor alegeri.[1]

## Nașteri
- 1768: Francisc I al Austriei (d. 1835)
- 1777: Friedrich de la Motte Fouqué, poet german (d. 1843)
- 1809: Abraham Lincoln, al 16–lea președinte al Americii, cel care a abolit sclavia (d. 1865)
- 1809: Charles Darwin, naturalist englez (d. 1882)
- 1828: George Meredith, poet și scriitor englez (d. 1909)
- 1842: Francisco Domingo Marqués, pictor spaniol (d. 1920)
- 1862: Alexandru Davila, dramaturg român (d. 1929)
- 1869: Okada Saburōsuke, pictor japonez (d. 1939)
- 1877: Louis Renault, industriaș francez de automobile (d. 1944)
- 1881: Anna Pavlovna Pavlova, balerină rusă (d. 1931)
- 1884: Max Beckmann, pictor și grafician german (d. 1950)
- 1885: Julius Streicher, politician german, fondatorul săptămânalului Der Stürmer, principalul organ de propagandă antisemită nazistă din Al Treilea Reich (d. 1946)

Abraham Lincoln, al 16-lea președinte al Statelor Unite
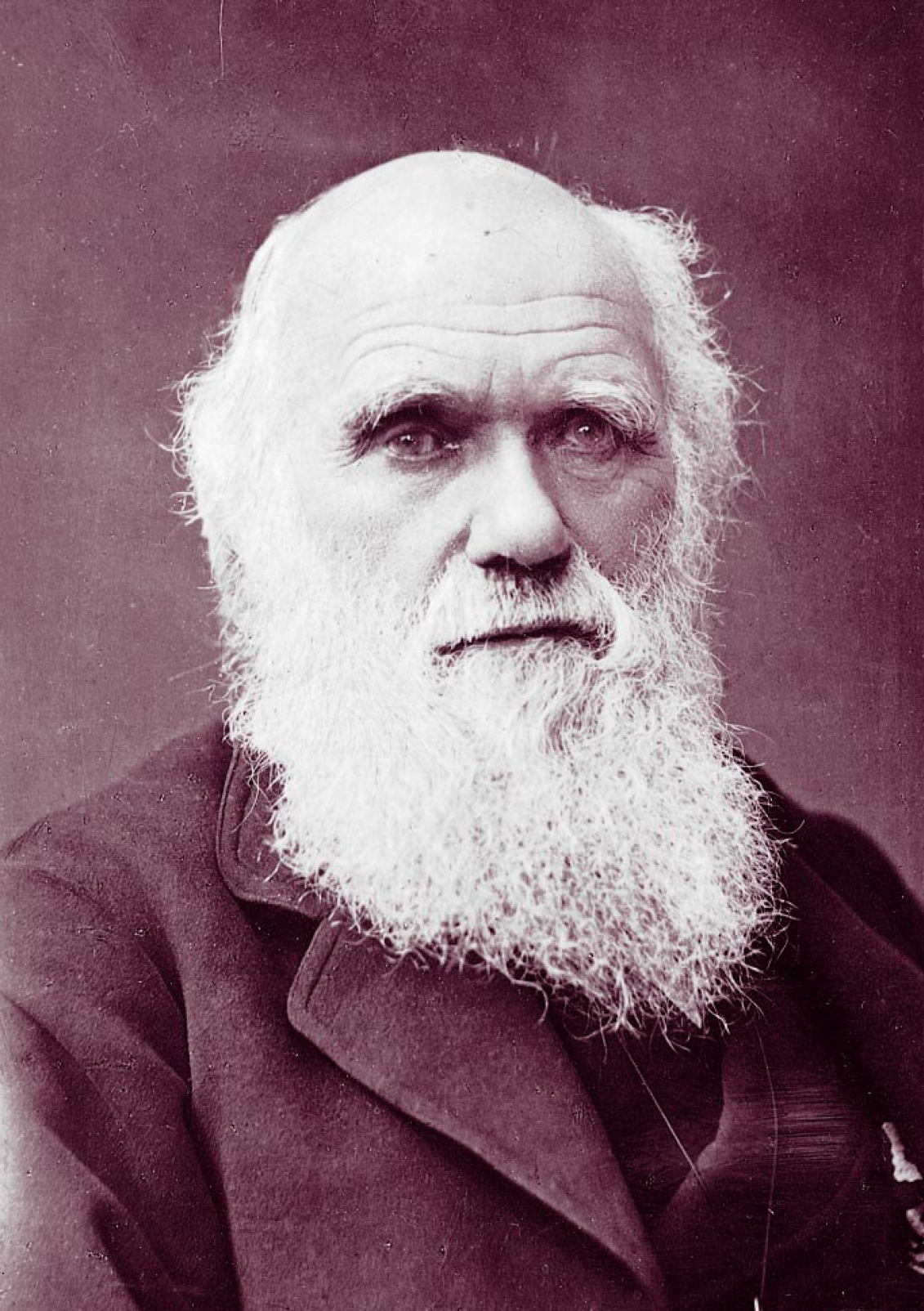
Charles Darwin, naturalist englez
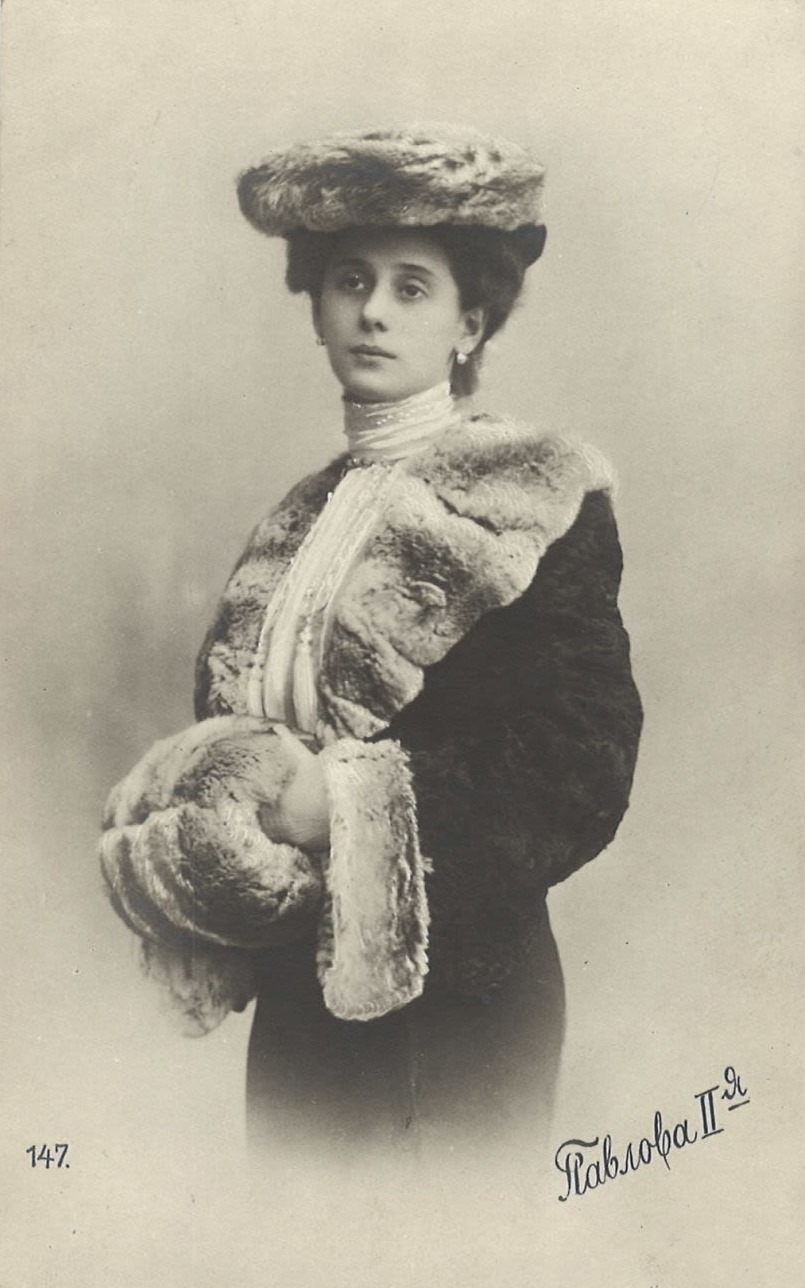
Anna Pavlova, balerină rusă

- 1894: Otilia Cazimir, scriitoare, poetă (d. 1967)
- 1901: Jean Georgescu, regizor și actor român (d. 1994)
- 1905: Theodor Burghele, medic român (d. 1977)
- 1915: Vasili Nikolaevici Ajaev, scriitor rus (d. 1968)
- 1918: Julian S. Schwinger, fizician american (d. 1994)
- 1923: Franco Zeffirelli, regizor italian de film (d. 2019)
- 1937: Vittorio Emanuele di Savoia (d. 2024)
- 1939: Ray Manzarek, muzician american (The Doors)
- 1942: Ehud Barak, politician israelian
- 1944: Claudia Mori cântăreață, actriță și producătoare italiană
- 1948: Octavian-Mircea Purceld, politician român (d. 2013)
- 1950: Steve Hackett, chitarist englez (Genesis)
- 1954: Sergiu Anghel, coregraf, regizor, scenarist român
- 1954: Alexandru, Margraf de Meissen, șeful Casei Regale a Saxoniei
- 1954: Abdelaziz Djerad, politician algerian, prim-ministru al Algeriei (2019-2021)
- 1959: Dan Puric, actor și regizor de teatru român
- 1960: Vasile Luțac, cântăreț, cantautor, compozitor, profesor român
- 1980: Christina Ricci, actriță americancă
- 1980: Juan Carlos Ferrero, jucător spaniol de tenis de câmp
- 1993: Jennifer Stone, actriță americană
- 2001: Khvicha Kvaratskhelia, fotbalist georgian

## Decese
- 1517: Caterina de Navara, regină a Navarei (n. 1468)
- 1554: Lady Jane Grey, regină a Angliei pentru nouă zile (executată) (n. 1537)
- 1538: Albrecht Altdorfer, pictor german (n. 1480)
- 1578: Ecaterina de Habsburg, soția regelui Ioan al III-lea al Portugaliei (n. 1507)
- 1771: Regele Adolf Frederic al Suediei (n. 1710)
- 1799: Lazzaro Spallanzani, biolog italian (n. 1729)
- 1659: Magdalene Sibylle a Prusiei, soția Electorului Johann Georg I de Saxonia (n. 1586)
- 1690: Charles le Brun, pictor și decorator francez; reprezentant al clasicismului; a creat decorațiile interioare la Versailles (n. 1619)

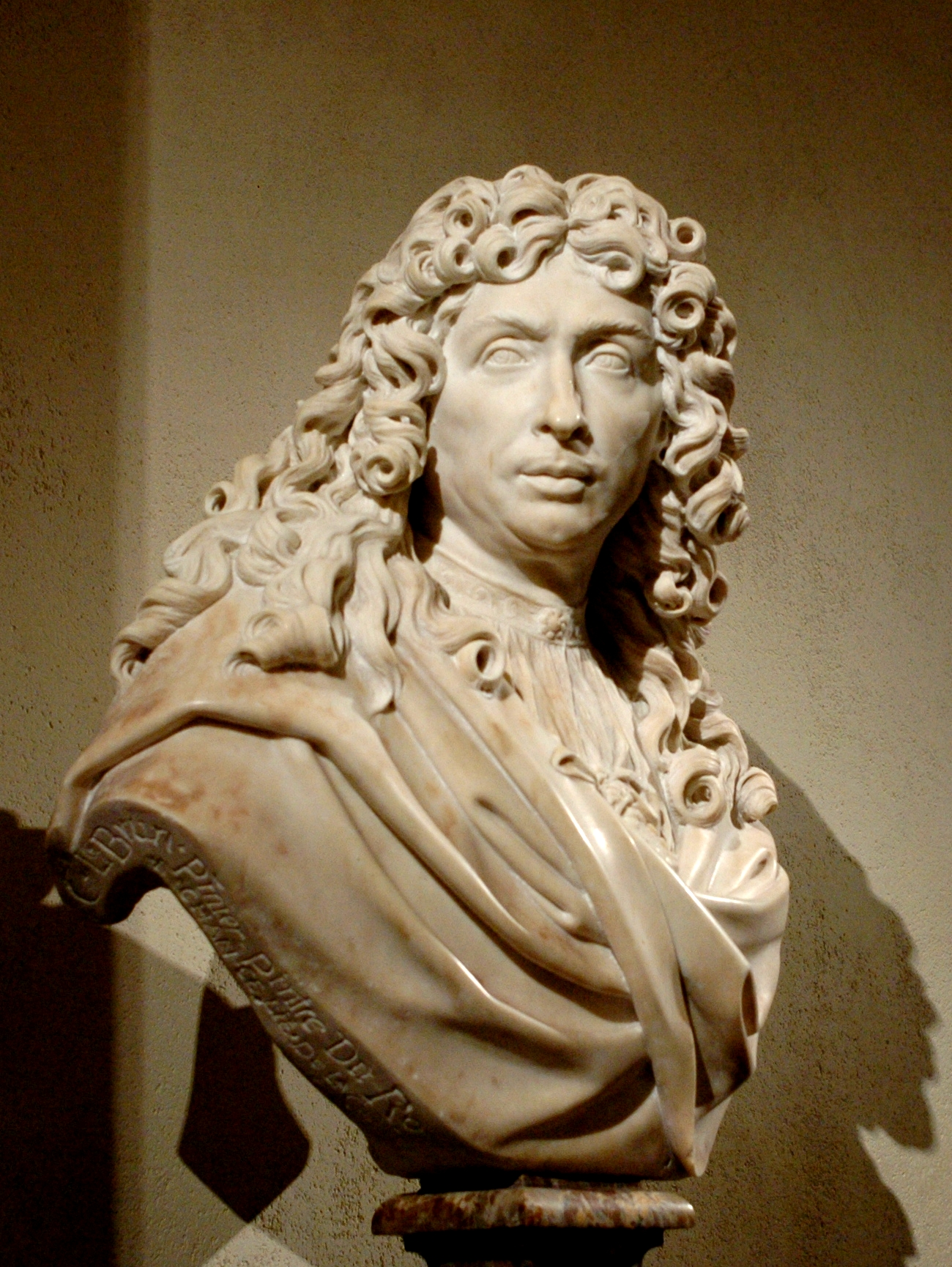
Charles le Brun, pictor și decorator francez
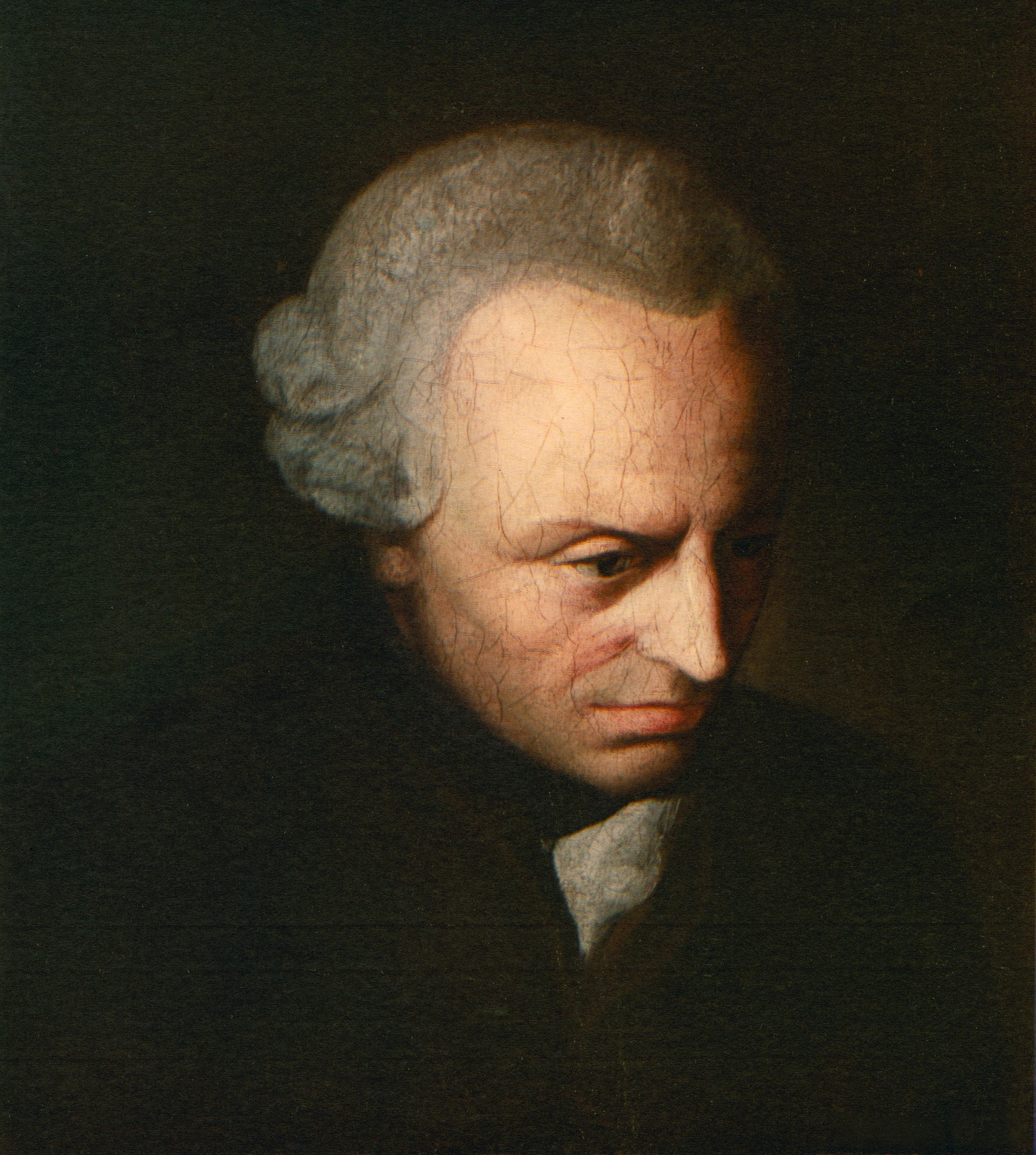
Immanuel Kant, filosof german
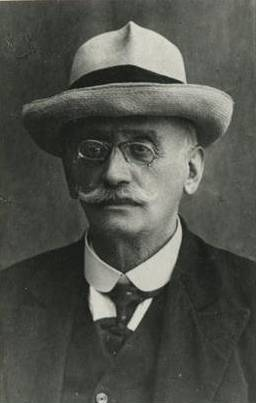
Radu Rosetti, politician, istoric, scriitor român

- 1763: Pierre de Marivaux, dramaturg francez (n. 1688)
- 1804: Immanuel Kant, filosof german (n. 1724)
- 1839: Therese de Mecklenburg-Strelitz, prințesă de Thurn și Taxis (n. 1773)
- 1880: Ricardo Balaca, pictor spaniol (n. 1844)
- 1926: Radu Rosetti, politician, istoric, genealogist, scriitor român (n. 1853)
- 1929: Lillie Langtry, actriță britanică (n. 1853)
- 1943: Dumitru Nanu, poet și un traducător român (n. 1873)
- 1944: Maria Tereza de Bragança, infantă a Portugaliei (n. 1855)
- 1969: Ferenc Agárdi, scriitor, publicist și istoric al culturii maghiar de origine evreiască, membru fondator al Partidului Comunist Maghiar (n. 1898)
- 1979: Jean Renoir, regizor francez de film (n. 1894)
- 1984: Julio Cortázar, prozator, dramaturg și poet argentinian (n. 1914)
- 1985: Nicholas Colasanto, actor și regizor de televiziune american (n. 1924)
- 1996: Ryōtarō Shiba, scriitor japonez (n. 1923)
- 2011: Sofia Cosma, pianistă română (n. 1914)
- 2011: Alexandru Țățulescu, medic militar român din al doilea război mondial și prizonier în URSS (n. 1916)
- 2019: Gordon Banks, fotbalist englez (n. 1937)
- 2022: Ivan Reitman, regizor candian de origine cehoslovacă (n. 1946)
- 2023: Lualhati Bautista, scriitoare filipineză (n. 1945)

## Sărbători
- In calendarul ortodox: Sfantul Meletie, Arhiepiscopul Antiohiei